# اورتا تاگای
اورتا تاگای (روسی: Урта-Тагай، ت. «Urta-Tagay») جزیره‌ای در وسط رود پنج در مرز افغانستان و تاجیکستان در آسیای مرکزی است. این جزیره بین دو شهر فرخار و ولسوالی ینگی‌قلعه قرار دارد. توسط ولایت تخار افغانستان اداره می شود. این جزیره موضوع دو درگیری مرزی در سال‌های ۱۹۱۳ و ۱۹۲۵ بود.
در سال ۱۹۲۵، نیروهای شوروی با ادعای اینکه کانال اصلی رود به جنوب جزیره منتقل شده و آن را در خاک شوروی قرار داده است، جزیره را اشغال کردند. علیرغم ادعای دیپلماتیک، گمان می ر‌ود که جزیره برای جلوگیری از عبور شورشیان ازبک از رودخانه برای حمله به شوروی تصرف شده است. کابل به این تصرف اعتراض کرد و این اختلاف به کمیسیون مشترکی کشیده شد که به نفع افغانستان تصمیم گرفت. پس از آن، جزیره بازگردانده شد.